# قوات الحماية الرئاسية (اليمن)
قوات الحماية الرئاسية هو تشكيل تابع لقوات الإحتياط الإستراتيجي التابع للقوات المسلحة اليمنية، تم تشكيله بقرار جمهوري رقم 32 لسنة 2012 في 6 أغسطس 2012.

## القوة العسكرية
تتكون القوة العسكرية لقوات الحماية الرئاسية من عدة ألوية فصلت من الحرس والفرقة، كالتالي :
| م | اللواء                                | مكان التمركز   | المحافظة           |
| - | ------------------------------------- | -------------- | ------------------ |
| 1 | اللواء 1 حماية رئاسية (حرس خاص سابقاً) | معسكر النهدين  | العاصمة صنعاء      |
| 2 | اللواء 2 حماية رئاسية                 | معسكر الزبيري  | العاصمة صنعاء      |
| 3 | اللواء الثالث مدرع                    | معسكر جبل حديد | العاصمة المؤقت عدن |
| 4 | اللواء 314 مدرع                       | القيادة العامة | العاصمة صنعاء      |
| 5 | اللواء الرابع مدرع                    | دار سعد        | عدن                |

وتتبع الألوية المذكورة عملياتياً رئاسة الجمهورية وتتمتع باستقلالية إدارية ومالية .